# IV обикновено народно събрание
Четвъртото обикновено народно събрание (IV ОНС) е народно събрание на Княжество България, заседавало от 27 юни 1884 г. до 6 септември 1886 г. Четвъртото обикновено народно събрание заседава в салона на читалище „Надежда“ в Търново и в бившето Военно училище в София (Централен дом на армията, сега Централен военен клуб). От втората извънредна сесия (28 май 1885) народните представители се събират в новопостроената сграда на Народното събрание.

## Избори
Изборите за IV ОНС са насрочени с указ на княз Александър № 58 от 28 март 1884 г. Парламентарните избори се провеждат на 27 май и 3 юни същата година и са спечелени от крайните либерали, които отменят антиконституционните актове, приети при Режима на пълномощията. Избрани са 195 народни представители, към които след Съединението на Княжество България и Източна Румелия се присъединяват още 91 депутати от бившата автономна област. Крайният им брой наброява 286 народни представители. Избирателната активност е 28,9%.

## Разпускане
Политическата криза в България, създала се след абдикацията на княз Батенберг, налага разпускането на Народното събрание и свикване на Велико народно събрание за избиране на нов монарх.

## Сесии

### Извънредни
- I извънредна (27 юни 1884 – 9 юли 1884)
- II извънредна (28 май 1885 – 5 юни 1885)
- III извънредна (11 – 14 септември 1885)
- IV извънредна (2 юни – 11 юли 1886)
- V извънредна (1 – 6 септември 1886)

### Редовни
- I редовна (15 ноември 1884 – 1 февруари 1885)

## Бюро

### Председатели
- Петко Каравелов (27 – 30 юни 1884)
- Стефан Стамболов (30 юни 1884 – 26 август 1886)
- Георги Живков (1 – 6 септември 1886)

### Подпредседатели
- Стефан Стамболов
- Никола Сукнаров
- Трифон Панов
- Георги Живков
- Димитър Тончев

### Секретари
- Илия Луканов
- Ангел Ташикманов
- Атанас Хранов
- Никола Живков
- Тома Кърджиев
- Филип Симидов

## Народни представители
| - Стоян Моллов - Асен Шишманов - Данаил Юруков - Христо Занков - Минко Минев - Антон Кърпачев - Васил Карагьозов - Иван Атанасов (Танов) - Михаил Маджаров - Трайко Китанчев - Димитър Тончев - Стефан Задгорский - Димир Добрев - Кръстю Мирский - Георги Драганов - Симо Грозев - Петър Мишайков - Иван Кавалджиев - Юрдан Иванов - Иван Иванов - Исмаил Мустафов - Риза Ефенди - Ангел Златев - Тестеджели Мустафа - Лазар Дуков - Петър Николов - св. Иван Радев - Петър Вълчев - Видин Младенов - Илия Велков - Илия Цанов - Димитър Мишев - Георги Георгиев - Петко Гетов - Марко Велев - Йов Титоров - Цанко Нинов - Димитър Бошнаков - Стефан Хр. Савов - Иван Попвасилев - Сано Дашов - Иван Ненов - Васил Вълков - Кръстю Минов - Христо Грънчаров - Ангел Ташикманов - Димитър Козницкий - Георги Ив. Зограф - Андон Самоковлийски - Нико Гюргиев - Алексо Караманов - Стоица Тавлички - Златан Ст. Калушки - Ненко Хранов - Димитър Кузманов - Петър Ненков Другански - Никола П. Михалев - Димитър Дойчинов - Христо Никифоров - Атанас Узунов - д-р Димитър Вачев - Станчо Хаджистанев - д-р Васил Радославов - Иван Диков - Никола Шивачев - Радион Йосифов - Димитър Икономов | - Камен Симеонов - Цеко Попов - Георги Николов - Къндо Иванов - Атанас Попов - Иван Ненчев - Камен Начев - Д. Аннев - поп Димитър - Трифон Панов - Куно Христов - Кирко Вълов - Христо Нанов - Симеон Хайдудов - Иван Гръков - Иван Данев - Еремия Гешов - Иван Нанов - Гани Чернев - Хаджи Ариф Ериков - Х. Етем Мехмедов - Петко Вълнаров - Бърни Бърнев - Тодор Николов - Иван Хорозов - Иванчо Денев - Димитър Раданов - Хавуз М. Байрактаров - Стани Вълчев - Мехмед Хашим - Христо Симидов - Иван Сейнов - Михаил Ив. Македонски - Цеко Вълчев - Константин Генов - Христо Рахилов - Атанас Каракаш - Георги Р. Цанков - Моамеледжи Емин - Никола Живков - Филип Симидов - Дервиш Бей Махмудов - Иван Стоянович - Тома Кърджиев - Таксим Бей - Мехмед Хаджитахиров - д-р Константин Поменов - Кечели Осман - Мутиш Мустафа - Кирчо Николов - Петко Маринов - Атанас Дончов - Драган Цанков - Димитър Караначов - д-р Чернев - Неделчо Пушкаров - Михо М. Гълъбов - Никифор Влаев - Христо Тупузанов - хаджи Хубан Кючюков - Димитър Петков - Андрей Пенков - Райчо Каролев - Христо Конкилев - Иван Златин - Марин Д. Тихчев - Осман Бей | - Хасан Бей - Марко Балабанов - Ахмед Курбаноглу - Идризоглу Ахмед - Гендо Недов - Илия Попов - Иван Славейков - Никола Сукнаров - Петко Славейков - Петко Каравелов - Илия Вълчев - Георги Чолаков - Атанас Хранов - Иван Младенов - Георги Петков - Анко Цветанов - Тоне Крайчов - Петър Николов - Иван Касабов - Христо Заграфский - Христо Дюкмеджиев - Никола Манов - Димитър Вучков - Димитър Зидарски - Атанас Насалевски - Кола Станоев - Захарий Байкушев - Цветко Манчев - Илия Луканов - Антон Попов - Петър Кьорчев - Димитър Буров - Панайот Славков - Христо Велизаров - Калчо Пасков - хаджи Христо Колев - Георги Сокеров - д-р Димитър Моллов - Петко Кънчов - Юрдан П. Тодоров - Никола Кънчов - Захарий Градинаров - Иван Стамболов - Ахмед Есадов - Георги Тодоров - Христо Досев - Стефан Стамболов - Михаил Рачев - Петър Николов - Михаил Сарафов - Георги Живков - Христо Самсаров - Георги Василев - Мустафа Муфтиоглу - Константин Стоилов - Неджиб Бей Чилингиров - Исуф Хаджимустафов - Стоян Стоянов - Харалампий Ангелов - Георги Балкански - Хюсеин Хаджиахмедов - Вичо Козлов - Мехмед Кесим Зааде - Илия Маджаров - Ефтим Друмев - хаджи Шемедин Латифов - Тодор Янев |

## Законопроекти
- Закон за веществената отчетност[3]
- Закон за границите на чиновниците[4]
- Закон за митниците
- Законопроект за границите на чиновниците[5]
- Закон за пощенските бонове
- Законопроект за границите на чиновниците[6]
- Закон за данъка върху недвижимите имоти („емляк“)
- Законопроект за границите на чиновниците[7]
- Закон за Пощенска спестовна каса
- Законопроект за границите на чиновниците[8]
- Закон за гребовия сбор[8]
- Закон за изгубения добитък[9]
- Закон за господарските и чифликчийските земи[9]
- Закон за намаление курса на сребърните рубли и за окончателното им демонетизиране[9]
- Закон за определяне държавните земи и пасища[9]
- Закон за учредяване на Българска национална банка[10]
- Закон за окръжните училищни инспектори[11]
- Закон за обществените и частните училища[12]
- Закон за ипотеките[12]
- Закон за железните пътища[12]
- Закон за Върховната сметна палата[12]
- Закон за нотариусите и мировите съдии, които извършват нотариални дела[12]
- Закон за квартирната повинност[13]
- Закон за патентите (данък върху занаятите)[14]
- Закон за бериите (акциза върху питиетата)[15]
- Закон за реквизицията[16]
- Закон за градските общини[17]
- Закон за селските общини[18]
- Закон за откупуване Русе-Варненската железница[19]
- Закон за обръщане на държавна собственост, имота на бившия български княз Александър I Батенберг[20]
- Закон за пощите и телеграфите